# Översiktlig skogsinventering
Översiktlig skogsinventering, ÖSI, var en inventering av de privata skogarna som gjordes mellan 1982 och 1993 av Skogsvårdsstyrelserna i Sverige. Syftet var att inventera skogstillståndet och att underlätta skogsvårdsmyndigheternas lagtillsyn, samverkan och rådgivning. ÖSI:s betydelse ökade efter 1983 då Riksdagen beslutade att fastigheter över 20 hektar krävde innehav ev en skogsbruksplan.
När ÖSI var klart så hade 90 procent av den privata skogsmarken inventerats.